# Eric Ridder
Eric Ridder (n. 1 iulie 1918, Hewlett⁠(d), Nassau County, New York, SUA – d. 23 iulie 1996, Locust Valley⁠(d), Nassau County, New York, SUA) a fost un sportiv ce a reprezentat Statele Unite ale Americii, medaliat olimpic. A participat la o ediție a Jocurilor Olimpice (1952) în care a câștigat o medalie de aur.

## Participări
Lista de mai jos prezintă principalele competiții la care a participat Eric Ridder de-a lungul carierei.
- sailing at the 1952 Summer Olympics – 6 metre class[*][1]